# アレクセイ・シャロフ
アレクセイ・ニコラエヴィチ・シャロフ（ロシア語: Алексей Николаевич Шаров、1980年2月6日 - 2022年3月22日）は、ロシアの海軍軍人。最終階級は大佐で第810独立親衛海軍歩兵旅団長だった。2022年ロシアのウクライナ侵攻に従軍して戦死した。

## 経歴
バシキール自治ソビエト社会主義共和国（現バシコルトスタン共和国）出身。2002年に極東陸軍士官学校を卒業。ロシア黒海艦隊のノヴォロシースク海軍基地のロシア海軍歩兵の偵察部隊に勤務。2015年にロシア連邦諸兵科連合大学を卒業。2020年5月20日に第58諸兵科連合軍に属する親衛自動車化狙撃旅団の指揮官に就任。2021年秋には第810独立親衛海軍歩兵旅団の旅団長に就任した。2022年2月24日に開始されたロシアのウクライナ侵攻に従軍するも、3月22日にマリウポリにおいて戦死した。3月23日に勇気勲章が追贈された。